# Święta w Albanii
Święta w Albanii – wykaz dni pamięci i świąt państwowych.
W Albanii większość ludności wyznaje islam, a wierni kościołów chrześcijańskich zamieszkują południową (prawosławie) i północną (katolicyzm) część kraju. Ponieważ zgodnie z Konstytucją Albania jako państwo świeckie uznaje równość wspólnot wyznaniowych, dniami wolnymi od pracy są zarówno święta katolickie, prawosławne jak i islamskie. Podstawą prawną jest dekret nr 401 z 23 grudnia 1992 roku Prezydenta Republiki Albanii, Salego Berishy.

## Dni wolne od pracy
| Święta stałe | Święta stałe | Święta stałe |
| ------------ | ------------ | --- |
| Dzień        | Miesiąc      | Nazwa święta |
| 1-2          | stycznia     | Nowy Rok (Viti i Ri). |
| 6            | stycznia     | Prawosławne Boże Narodzenie. |
| 14           | marca        | Dzień Lata (Dita e Verës)jest to wywodzące się z czasów Iliryjskich święto obchodzone głównie w środkowej Albanii. 14 marca obchodzony był jako dzień rozpoczęcia nowego sezonu rolniczego – koniec zimy, a początek lata. Od 2004 roku uchwałą Parlamentu jest to oficjalnym świętem narodowym. |
| 1            | maja         | Międzynarodowy Dzień Pracy (dita ndërkombëtare e punonjësve). |
| 19           | października | Dzień Matki Teresy (Dita e Shenjtërimit të Shenjt Terezës). |
| 22           | marca        | Nevruzita (Ditën e Nevruzit) islamskie święto obchodzone jako Nowy Rok. |
| 28           | listopada    | Rocznica Proklamowania Niepodległości - Dzień Flagi (Dita e Pavarësisë). |
| 29           | listopada    | Dzień Wyzwolenia (dita e Çlirimit të Shqipërisë nga pushtuesi nazifashistë) |
| 8            | grudnia      | Narodowy Dzień Młodzieży (dita Kombëtare e Rinisë) – decyzją parlamentu obchodzone od 1990 roku. 8 grudnia 1990 roku grupa studentów i nauczycieli Uniwersytetu w Tiranie, zainicjowała pokojowe protesty, które doprowadziły do upadku komunizmu.                                               |
| 25           | grudnia      | Boże Narodzenie (Krishtlindjet). |

| Nazwa święta                     | Nazwa albańska święta          |
| -------------------------------- | ------------------------------ |
| Święta Wielkanocna (prawosławne) | Pashkët Ortodokse, dita e parë |
| Święta Wielkanocna (katolickie)  | Pashkët Katolike, dita e parë. |
| Zakończenie Ramadanu             | Bajrami i Madh, dita e parë.   |
| Święto Ofiarowania               | Bajrami i Vogël, dita e parë   |